# 作为反叛者的科学家
作为反叛者的科学家（The Scientist as Rebel）是理论物理学家弗里曼·戴森于2006年出版的一本書籍。 
本书是一本关于各种主题的论文、序言和书评的集子。书中29个章节中的几个章节有談到宗教和科学的相互作用。书名取自一篇文章的标题，该文章源于1992年11月弗里曼·戴森在英国剑桥的科学家和哲学家会议上的演讲。戴森将他的演讲献给了1992年5月去世的埃里克·约翰·弗朗西斯·詹姆斯。